# Procandea cirta
Procandea cirta är en insektsart som först beskrevs av William Lucas Distant 1908.  Procandea cirta ingår i släktet Procandea och familjen dvärgstritar.
Artens utbredningsområde är Ecuador. Inga underarter finns listade i Catalogue of Life.